# یواس‌اس استرت (دی‌دی-۴۰۷)
یواس‌اس استرت (دی‌دی-۴۰۷) (به انگلیسی: USS Sterett (DD-407)) یک کشتی بود که طول آن 341 ft 3 5/8 in بود. این کشتی در سال ۱۹۳۸ ساخته شد.

## پایان خدمت
استرت در ۸ و ۹ اکتبر ۱۹۴۵ پس از عبور از کانال پاناما و اقامت سه روزه در کوکو سولو، به سمت شمال حرکت کرد. این کشتی در ۱۷ اکتبر به شهر نیویورک رسید و در ۲ نوامبر ۱۹۴۵ در آن‌جا از خدمت خارج شد و  در ۲۵ فوریه ۱۹۴۷ نام این کشتی برای همیشه از فهرست نیروی دریایی حذف شد. در ۱۹ اوت همان‌ سال به‌منظور اسقاط به شرکت فلزات شمالی فیلادلفیا فروخته شد.
استرت در طول مدت فعالیت خود ۱۲ ستاره نبرد از ریاست جمهوری ایالات متحده (برای شرکت در نبرد گوادال‌کانال و نبرد خلیج ولا) و از دولت فیلیپین (برای خدمات خود در جنگ جهانی دوم) دریافت کرد.